# Gugge Hedrenius
Per-Erik Görjen "Gugge" Hedrenius, född den 2 oktober 1938 i Malmö, död den 27 april 2009 i Kungsholms församling i Stockholm, var en svensk jazzmusiker (pianist), orkesterledare och kompositör.

## Biografi
Gugge Hedrenius var född i Malmö, men växte upp i Stockholm där han gick på Södra Latin och senare studerade juridik. Parallellt hade han dock tidigt kommit att ägna sig åt jazzen, och endast drygt 20-årig ledde han sitt eget storband på Nalen. Bandet, som ursprungligen bara hette Gugge Hedrenius orkester, blev senare mer känt som Gugge Hedrenius Big Blues Band (GHBBB). Bland medverkande musiker märktes namn som Christer Boustedt och Claes Janson och ett flertal utländska gästartister, däribland Dizzy Gillespie. Bandet gjorde också ett flertal kritikerrosade skivor, av vilka redan debutskivan Chose Now fick 4,5 stjärnor i den amerikanska jazztidskriften Down Beat. Till de musikaliska inspirationskällorna hörde Count Basies orkester.
Den 18 oktober 1983 sändes, i TV1 klockan 20:00, dokumentären ”Bandet” av Clary Jansson med foto av Mikael (Michael) Stankowski. Det är en upptagning från restaurang Bal Palais med Gugge Hedrenius Big Blues Band. I orkestern sitter bland annat Willie Cook, Bosse Broberg, Maffy Falay (trumpeter), Ulf Johansson Werre (trombon), Magnus Olsson (bastrombon), Christer Boustedt, Wåge Finér (altsax), Hector Bingert, John Högman (tenorsax), Chris Holmström (barytonsax), Gugge Hedrenius (piano), Bronislaw Suchanek (bass) och Johan Dielemans (trummor).
Utöver sina rena musikaliska insatser debatterade Hedrenius också i frågor kring storbandsmusikens villkor i Sverige, där han menade att "motsträviga myndigheter gjort sitt bästa för att tysta vår musik med paragrafernas maktspråk". Det hindrade inte att Hedrenius ändå hedrades av det offentliga etablissemanget när han fick Stockholms kulturnämnds hederspris 1985 och S:t Eriksmedaljen 2005.
1965 blev Hedrenius medlem i SKAP och var från 1966 till 2003, med några års uppehåll, styrelsemedlem i föreningen. Under 1960- och 70-talen var han medlem av Stims styrelse. Han representerade också SKAP i KLYS nämnd och olika arbetsgrupper. Gugge hedrades under åren med många priser och utmärkelser och fick SKAP-stipendiet 1973 och SKAP:s Hederspris 2005. 2003 utsågs han till föreningens Hedersmedlem.
Hedrenius verkade periodvis även som pianoackompanjatör till estradören Olof Buckard.  
Hedrenius hade fram till sin död statlig inkomstgaranti. Han är begravd på Norra begravningsplatsen utanför Stockholm.
Rustan Hedrenius var hans yngre bror, IT-konsult och jazzmusiker även han, död vid 65 års ålder 2008. Rustan spelade med Gugge men hade också egna band, ofta med namnet "Rustan" i titeln till exempel "Rustanbandet". Mats Jörgen "Dicken" Hedrenius är son till Gugge, musiklärare och jazzmusiker.

## Diskografi
- Choose Now, 1964, vinyl LP, Columbia (EMI) / SSX 1007 [2][14]
- Blues Of Sweden, 1972, vinyl LP, Polar (POLS 240)
- Blues Of Stockholm, 1974, vinyl LP, Polar (POLS 257)
- Blues Of Europe, 1976, vinyl LP, Polar (POLS 268)
- Blues direct, 1978, vinyl LP, Ställverket (STV 001)
- Festival Ballroom, 1985, vinyl LP, Scranta/Warner Music (SALP 1044)
- Jazz Ballroom Night, 1994, CD, Phono Suecia – PSCD 86
- Swings Again Live, 1999, CD, Scranta/Warner Music – SACD 1044 [15]

## Filmmusik
- 1973 – Stenansiktet